# Linköpings stifts riksdagsmän i prästeståndet
Följande personer företrädde Linköpings stift i prästeståndet vid Sveriges ståndsriksdag. Listan är komplett för ståndsriksdagarna 1809–1866 men inkluderar inte tidigare riksdagar.
Enligt 1810 års riksdagsordning var biskopen i varje stift självskriven ledamot i prästeståndet. Linköpings stift skulle bland sina kyrkoherdar utse fem ledamöter, och komministrarna i stiftet hade möjlighet att inom sig utse ytterligare en ledamot.

### Riksdagen 1809–1810
- Biskop Carl von Rosenstein
- Samuel Gustaf Harlingson
- Claes Magnus Livin
- Johan Loenbom
- Matthias Stenhammar

### Urtima riksdagen 1810
- Biskop Carl von Rosenstein
- Daniel Calén
- Lars Magnus Kinnander
- Claes Magnus Livin
- Johan Ramstedt
- Matthias Stenhammar

### Urtima riksdagen 1812
- Biskop Carl von Rosenstein
- Jonas Dubb
- Johan Loenbom
- Johan Ramstedt
- Matthias Stenhammar
- Matthias Sundevall

### Urtima riksdagen 1815
- Biskop Carl von Rosenstein
- Pehr Arenander
- Jacob Ek
- Claes Magnus Livin
- Matthias Stenhammar
- Anders Wikblad

### Urtima riksdagen 1817–1818
- Biskop Carl von Rosenstein
- Pehr Arenander
- Jacob Ek
- Christopher Retzius Ekwall
- Jakob Hagberg
- Matthias Stenhammar

### Riksdagen 1823
- Biskop Marcus Wallenberg
- Jakob Hagberg
- Carl Erik Hallström
- Matthias Stenhammar
- Anders Wikblad
- Jacob Östberg

### Riksdagen 1828–1830
- Biskop Marcus Wallenberg
- Carl Erik Hallström
- Isak Herman Kinnander
- Sven Lidman
- David Uddo Widén
- Jacob Östberg

### Urtima riksdagen 1834–1835
- Biskop Johan Jacob Hedrén
- Carl Erik Hallström
- Lars Laurenius
- Sven Lidman
- Christian Stenhammar
- Jacob Östberg

### Riksdagen 1840–1841
- Biskop Johan Jacob Hedrén
- Carl Erik Hallström
- Lars Laurenius
- Gustaf Fredrik Lindmark
- Christian Stenhammar
- Jacob Östberg

### Urtima riksdagen 1844–1845
- Biskop Johan Jacob Hedrén
- Nils Jacob Anjou
- Anders Jacob Broman
- Jonas Janzon
- Lars Laurenius
- Christian Stenhammar
- Johan Haqvin Wallman

### Riksdagen 1847–1848
- Biskop Johan Jacob Hedrén
- Anders Jacob Broman
- Anders Jacob Danielsson Cnattingius
- Jonas Janzon
- Lars Laurenius
- Christian Stenhammar
- Johan Haqvin Wallman

### Riksdagen 1850–1851
- Biskop Johan Jacob Hedrén (frånvarande)
- Per Conrad Arosenius
- Anders Jacob Broman
- Anders Jacob Danielsson Cnattingius
- Christian Stenhammar
- Johan Haqvin Wallman

### Riksdagen 1853–1854
- Biskop Johan Jacob Hedrén (frånvarande)
- Per Conrad Arosenius
- Anders Jacob Broman
- Anders Jacob Danielsson Cnattingius
- Anders Fredrik Sondén
- Jon Wåhlander

### Riksdagen 1856–1858
- Biskop Johan Jacob Hedrén (frånvarande)
- Per Conrad Arosenius (död 15/7 1857)
  - Johan Isaac Håhl (från 26/8 1857)
- Per Jakob Emanuelsson
- Herman Lundgren
- Anders Fredrik Sondén
- Jon Wåhlander

### Riksdagen 1859–1860
- Biskop Johan Jacob Hedrén (frånvarande)
- Per Jakob Emanuelsson
- Jonas Janzon
- Herman Lundgren
- Anders Fredrik Sondén
- Magnus Westergren
- Jon Wåhlander

### Riksdagen 1862–1863
- Biskop Ebbe Gustaf Bring
- Per Jakob Emanuelsson
- Jonas Janzon
- Herman Lundgren
- Anders Fredrik Sondén
- Jon Wåhlander (till 18/2 1863)[3]
  - Carl Magnus Joachim Petrelli (från 11/4 1863)

### Riksdagen 1865–1866
- Biskop Ebbe Gustaf Bring
- Jonas Janzon
- Johan Arvid Moberger
- Carl Magnus Joachim Petrelli
- Herman Lundgren
- Andreas Nicolaus Schmidt